# 田原ゆう
田原 ゆう（たはら ゆう、2月17日 - ）は、日本の漫画家。茨城県出身。女性。血液型A型。デビュー作は『仲よくなりたい』。

## 作品リスト
全て集英社、マーガレットコミックスから刊行されている。
- 花火パラパラ（2000年8月25日発売[2]、ISBN 4-08-847268-3）
  - 花火パラパラ（『ザ マーガレット』2000年3月号）
  - Merry Snow（『ザ マーガレット』1997年12月号）
  - スマイルください（『別冊マーガレット』1998年3月号）
  - my secret DJ（『デラックスマーガレット』1998年7月号）
  - 仲よくなりたい（『デラックスマーガレット』1996年5月号、デビュー作）
- 真冬に星、ひとつ（2001年7月25日発売[3]、ISBN 4-08-847401-5）　　
  - 真冬に星、ひとつ（『ザ マーガレット』2001年3月号）
  - お砂糖をはんぶんこ（『デラックスマーガレット』1999年9月号）
  - 青春エナジー（『デラックスマーガレット』2000年7月号）
  - 青空は天気雨（『ザ マーガレット』2000年12月号）

### 単行本未収録作品
- ハートの紙ふぶき（『ザ マーガレット』1996年11月号）
- リトル白書（『ザ マーガレット』2006年7月号）
- また会えるかな（『ザ マーガレット』2007年1月号）
- 1dayマジック（『ザ マーガレット』2007年9月号）
- 純情スパイラル（『デラックスマーガレット』2008年1月号）
- サクラちるちる（『ザ マーガレット』2008年5月号）
- S.O.S.〜ストレンジャー・オブ・シノビ〜（『ザ マーガレット』2009年5月号 - 6月号）